# Клеобула
Клеобула је у грчкој митологији било име више личности. 

## Митологија
1. Алејева супруга и Амфидамантова и Кефејева мајка.[1] Према другим изворима, била је Алејева мајка.[2]
2. Аминторова супруга и Астидамијина мајка.[3]
3. Мајка кочијаша Миртила, кога је добила са Хермесом.[4]
4. Хигин наводи да је она Клонијева мајка.[2]